# Edytor CSS
Edytor stylów CSS – program wspomagający tworzenie kaskadowych arkuszy stylów CSS.
Style CSS, podobnie jak HTML, są czystym tekstem interpretowanym przez przeglądarki internetowe. Można je tworzyć nawet w najprostszym edytorze tekstów, jak choćby Notatniku czy gedicie. Jednak dobrze zaprojektowane edytory znacznie przyspieszają tworzenie stylów, a przede wszystkim minimalizują ryzyko popełnienia błędu.
Obecnie dysponujemy dwiema klasami edytorów stylów. Pierwszą stanowią narzędzia wbudowane w tekstowe edytory HTML (przykładem jest choćby polski Pajączek). Drugą klasę reprezentują samodzielne programy.
W rozwijanych obecnie edytorach dominuje procedura tworzenia zewnętrznych arkuszy stylów — najwygodniejszej i najczęściej stosowanej techniki dołączania stylów do witryny internetowej. Polega to na wybieraniu selektorów z dostępnej listy, a następnie przypisywaniu im kolejnych par cech-wartości. Po zdefiniowaniu całego zestawu arkusz jest zapisywany na dysku jako plik z rozszerzeniem .css i może służyć jako zewnętrzny arkusz stylów.
Typowe cechy edytora stylów CSS:
- Wybieranie selektorów z listy lub ręczne ich wpisywanie
- Wybieranie obsługiwanego poziomu stylów (CSS1, CSS2) lub ich obsługi przez konkretne przeglądarki (Mozilla, Internet Explorer, Opera…)
- Podział stylów na kategorie zgodnie ze specyfikacją World Wide Web Consortium
- Wewnętrzny podgląd pojedynczego redagowanego selektora
- Wewnętrzny podgląd całego arkusza za pomocą wbudowanej kontrolki (Internet Explorer lub Mozilla)
- Zewnętrzny podgląd całego arkusza za pomocą przeglądarki internetowej
- Pokazywanie zgodności selektora z wybranymi przeglądarkami internetowymi
- Wykorzystywanie gotowych szablonów
- Wykorzystywanie sporządzonych samodzielnie zestawów kodów (tzw. gotowców)
- Wspomaganie edycji za pomocą autouzupełniania i inspektora kodów
- Wbudowana kontrola poprawności kodu CSS
- Zewnętrzna kontrola poprawności kodu za pomocą sieciowych parserów (walidacja)
- Podświetlanie składni

Poszczególne edytory stylów zawierają wszystkie wymienione cechy lub tylko ich część – różnią się też zakresem obsługi selektorów zdefiniowanych w specyfikacji CSS, np. nie wszystkie obsługują selektory dziecka, selektory atrybutu czy pseudoklasy.
Do najpopularniejszych edytorów stylów w środowisku Windows należą:
- TopStyle Pro i TopStyle Lite (Bradbury Software)
- Style Master (Western Civilisation)
- Rapid CSS 2004 (Blumentals Software)
- Style Studio (Softidentity)
- Stylesheet Maker (Coffee Cup Software)
- Astyle CSS editor (Abstract thought Lab)
- Balthisar Cascade (Balthisar Software).

W środowisku OS X jednym z najlepszych edytorów stylów CSS jest CSSEdit.